# 엔론 - 세상에서 제일 잘난 놈들
엔론 - 세상에서 제일 잘난 놈들(Enron: The Smartest Guys In The Room)은 미국에서 제작된 알렉스 기브니 감독의 2005년 다큐멘터리 영화이다. 피터 코요테 등이 주연으로 출연하였고 알렉스 기브니 등이 제작에 참여하였다.

## 출연

### 주연
- 피터 코요테

### 조연
- 바버라 복서
- 딕 체니
- 그레이 데이비스
- 피터 엘킨드
- 제이 레노
- 베타니 맥린
- 아놀드 슈왈제네거
- 마리아 슈라이버

## 제작진
- 원작자: 베타니 맥린
- 원작자: 피터 엘킨드